# Ceratomyxidae
Famille
Genres de rang inférieur
- Ceratomyxa Thélohan, 1892
- Ceratonova Atkinson, Foott & Bartholomew, 2014
- Ellipsomyxa Køie, 2003
- Meglitschia Kovaljova, 1988
- Leptotheca Thélohan, 1895 accepté sous le nom de Ceratomyxa Thélohan, 1892

Les Ceratomyxidae forment une famille de myxozoaires de l'ordre des Bivalvulida, des animaux parasites de l'embranchement des cnidaires dont le sous-ordre est Variisporina. 
. 